# 台灣廖添丁
《台灣廖添丁》是1999年台灣電視公司八點檔連續劇，製作人兼導演徐進良，1999年3月8日起每週一至週五晚間八點在台視頻道播出。2007年3月廈門電視台曾經播出部分單元。
1999年12月，台視美術指導黃鴻以《台灣廖添丁》為題材，發表漫畫集《廖添丁狂想曲》。黃志鴻在《廖添丁狂想曲》自序中說，台視企劃組的企劃師「咪咪」是《台灣廖添丁》的企劃師，台視綜藝節目《台灣紅不讓》中鬼叫鬼叫的旁白就是她，從她的旁白可見她的個性非常開朗。

## 劇情簡介
日治時代的臺灣，台灣人民處於水深火熱之中。此時出現一位義俠玉蘭花，殺日本官、劫日本人的錢庫、行俠仗義、劫富濟貧。
青年廖添福、廖添丁是一對孿生兄弟，同樣有著一身好功夫。從事布商生意的哥哥，表面上與日本警察廳廳長、台北商會會長結交，暗地裡卻化身為義俠『玉蘭花』劫富濟貧。由於他功夫深厚，並能飛簷走壁，令警察廳大為頭痛。警察廳高層將此案交由巡查小金土太郎專案追緝。
玉蘭花武藝不凡，但不小心中了警方的圈套，雖能脫身，左臉卻遭劃傷；為了避免穿幫，緊急通知在歌仔戲戲班的弟弟廖添丁代替他出席警察廳廳長的宴會。警察廳早已懷疑廖添福為玉蘭花。
廖添丁的功夫不輸廖添福，且擅於偽裝、能化身為千面人。兄弟兩人同樣嫉惡如仇，廖添丁就此與義俠玉蘭花劃上等號。每當行動完，廖添丁總會在現場留下一朵玉蘭花……

## 演員列表
下列登場集數根據台視影音之影片，斜體指角色以回顧畫面出現。
| 演員   | 角色             | 簡介 | 登場集數                                           |
| 翁家明 | 廖添丁           | 本劇主人翁，廖添福的孿生弟弟，承繼哥哥的志業成為第二代玉蘭花。曾經在戲班演戲，擅長易容改裝，武功十分了得，擅使腰巾與斧頭，有時會化名鐵釘仔。經營過麵店、白鷺鷥茶館、七彩燈籠舖、府城燈籠店。曾為了調查佐佐木武藏的弱點，假意歸順日本政府。                                                                    | 全劇                                               |
| 翁家明 | 廖添福           | 廖添丁的孿生兄長，廖記布莊老闆，是第一代玉蘭花，最後為救弟弟遭日本警方槍決。 | 第1集～第5集 第8集、第34集                         |
| 翁家明 | 邱俊雄           | 抗日份子，邱林美月的丈夫，與廖添福、廖添丁長相相似。 | 第29集 第30集、第31集                              |
| 狄鶯   | 陳素雲/秋子      | 廖添丁之妻，育有一子阿仁，一身武藝。懷孕時跌落懸崖，被孫文和淺野救起，卻失去了記憶，認淺野為義兄，取名秋子，最終為助孫文脫險遭李蓮才凌空飛踢而亡。 | 第1集～第10集 第11集 第16集～第22集                |
| 周明增 | 麵龜             | 洪麵龜。原是廖添福的跟班，最後跟著廖添丁，是患難與共的最佳戰友。為追洪花化名槓鎚仔。常與曾滿鬥嘴。喜歡表妹劉香妹，約定一年後要娶她。 | 全劇                                               |
| 白明華 | 阿發嬸           | 麵龜母親。 | 第2集、第55集 第57集～第61集 第64集～第65集 第67集 |
| 郭成碧 | 洪阿發           | 麵龜父親，因臉有傷疤，被認為是疤面玉蘭花逮捕入獄，後被廖添丁救出。 | 第2集                                              |
| 王彩樺 | 曾滿             | 布莊的伙計，喜歡廖添福，添福死後，曾住在虎鏢的國術館。布莊遭查封後便自行生活，後與廖添丁重逢，疑似喜歡麵龜，但卻被鈴木打動而選擇嫁給鈴木，最終沒結成。後來去西螺找虎鏢師學習武藝。 | 第1集～第9集 第34集～第39集                        |
| 高鳴   | 陳虎鏢           | 陳素雲之父，廖添丁的岳父，家裡開國術館，為人正直，女兒墜崖後對台北城的生活感到失望，之後添丁將兒子阿仁託給他照顧，與麗花返回故鄉西螺生活。 | 第1集～第9集 第75集～第81集                        |
| 王滿嬌 | 麗花             | 黃啓明母親，陳素雲阿姨，貪圖懸賞金而害自己兒子被日本人抓走，兒子死後與虎鏢師一同回到西螺。 | 第2集 第4集～第5集 第7集～第9集                    |
| 吳帆   | 黃啓明           | 從小與陳素雲指腹為婚，個性膽小怕事，為搏得素雲好感，逞強當玉蘭花，雖然成功刺傷宮本太郎，但最後遭到日本警察槍殺。 | 第1集～第8集                                       |
| 陳啓峻 | 川田             | 台北警察廳的廳長。 | 第1集～第5集 第8集                                 |
| 樓學賢 | 宮本太郎         | 宮本武藏第十一代孫，崇尚武士精神，接替川田就任台北警察廳廳長。喜歡素雲，欲強娶為妻未果。在與廖添丁第二次的決鬥中被殺。 | 第6集～第10集                                      |
| 九孔   | 小金土太郎       | 台灣人，原名金土，典型的「西瓜偎大邊」，諂媚巴結的功夫一流，小人得志，奉命緝拿玉蘭花卻老是失敗被廖添福、廖添丁兄弟整，被整時誇張的嘴臉令人好笑又好氣，乃劇中的反派型甘草人物。為了不與宮本太郎同名，自己改名為小金土二郎。宮本死後擔任代理廳長，最後在廖添丁的設計下遭同僚亂槍槍殺。                          | 第1集～第11集 第20集、第28集                       |
| 九孔   | 小金土三郎       | 土太郎雙胞胎弟弟，日本督察，心狠手辣，比哥哥還要殘忍無情，實際是膽小如鼠之輩，因為抓玉蘭花任務失敗被連降三級到台南的沙卡里巴當巡查。之後調到艋舺，與妹妹小金花子夥同錢四腳暗地從事抓女子賣去日本的不法勾當，被廖添丁發現阻止，完全打敗。                                                                      | 第28集～第30集 第32集～第34集 第36集～第46集       |
| 馬國畢 | 脫窗             | 常跟在小金土太郎身邊的日本兵，有著一雙鬥雞眼，性格兩光，常鬧笑話，曾將小金土太郎和小金土三郎當成玉蘭花抓起來。 | 第1集～第4集 第40集～第46集                        |
| 高健峰 | 高清海           | 行事圓融，為一名鹽商，台北商會會長，是當時台灣首富。（影射辜顯榮） | 第1集～第10集                                      |
| 郭靜純 | 桂子             | 日本人，高清海的姨太太，與廖添福暗通款曲，喜歡廖家兄弟，為救廖添丁脫困被小金土太郎槍殺。 | 第1集～第5集 第8集～第10集 第34集                  |
| 兵欣庭 | 小女孩           | 賣玉蘭花的小女孩。 | 第1集～第2集                                       |
| 黃慧中 | 老鴇             | 江月樓的媽媽桑。 | 第1集～第3集 第5集                                 |
| 苗可麗 | 豔紅             | 江月樓紅牌藝旦，後來廖添丁用20元替她贖身離開江月樓。 | 第1集～第2集                                       |
| 李冠廷 | 蕭大龍           | 冒充玉蘭花至江月樓騙吃騙喝的人。 | 第1集                                              |
| 黃正霖 | 郭金虎           | 冒充玉蘭花至江月樓騙吃騙喝的人。 | 第1集                                              |
| 何曼寧 | 美珠             | 廖記布莊買布的女客人。 | 第1集                                              |
| 童毅軍 |                  | 前來義診的民眾。 | 第5集～第6集                                       |
| 洪流   | 洪爐             | 葫蘆墩（今台中豐原）一帶的紅派當家，洪花的父親。紅白兩派左右葫蘆墩的環境，紅派賣糖；白派賣鹽，兩邊長期互鬥，令葫蘆墩人民生活得很不安穩。後來被白派的骷髏槍殺。 | 第12集～第15集                                     |
| 朱慧珍 | 洪花             | 紅派，作風毒辣，常使美人計魅惑日本警官獲取情報與利益。遇到廖添丁後有暗戀他一段時日。在被骷髏綁票時被廖添丁所救。最後遵守與廖添丁的約定走向正途造福葫蘆墩。 | 第11集～第16集                                     |
| 秋乃華 |                  | 葫蘆墩當地的白派大姊頭，骷髏的姊姊。 | 第11集～第16集                                     |
| 王惠五 | 骷髏             | 白派，槍法奇準，專射心臟，幾乎無人可敵。好色，強擄秀蘭當侍妾，後來被廖添丁槍殺。 | 第11集～第16集                                     |
| 朱永德 | 阿廣             | 白派手下，多次受到廖添丁的幫助，在緊要關頭時幫廖添丁逃過一劫。 | 第12集～第16集                                     |
| 李冠廷 | 白板             | 白派手下，替骷髏監視秀蘭。 | 第12集～第15集                                     |
| 蔡阿炮 | 田中             | 日本警察廳廳長後來被骷髏桑槍殺。 | 第12集                                             |
| 陳孝萱 | 秀蘭             | 葫蘆墩當地村婦，因貌美被骷髏囚禁，後被廖添丁救出來。 | 第11集～第16集                                     |
| 林誠   | 火旺             | 秀蘭好賭懦弱的丈夫。 | 第11集～第16集                                     |
| 何建賢 | 金生             | 火旺與秀蘭之子。 | 第11集～第16集                                     |
| 脫線   | 一目仔           | 客棧老闆。 | 第11集～第16集                                     |
| 陳立芹 | 玉葉             | 一目仔的女兒。 | 第11集～第16集                                     |
|        | 澎肚             | 棺材店老闆。 | 第11集～第16集                                     |
| 艾偉   | 孫文             | 為籌劃革命活動來台，與好友淺野救下命在旦夕的陳素雲，並幫助她將小孩生下送養。與廖添丁英雄惜英雄，曾合組「共平會」。 | 第16集～第22集                                     |
| 鈕承澤 | 淺野             | 日本人，竹林別館的主人，共平會會長，孫文在台灣的好友，出錢出力援助孫文的革命事業，因惠州起義失敗自責，切腹自殺。 | 第16集～第22集                                     |
| 蘇炳憲 | 李少春           | 在台灣幫助孫文運作興中會台灣分會的革命同志。 | 第16集～第22集                                     |
| 鄭平君 | 李蓮才           | 清朝太監，義和團，擁有一身強勁功夫，追捕孫文不擇手段，最終被廖添丁一刀插入頭頂而亡。（李蓮英） | 第16集～第22集                                     |
| 林晏如 | 鶯鶯             | 白鷺鷥茶館的走唱女。 | 第16集～第20集                                     |
| 呂俍慧 | 何阿惠           | 孫文與淺野將素雲所生的男嬰交由她撫養，並取名為阿仁。後將男嬰歸還給廖添丁。 | 第19集 第21集～第22集                              |
| 羅思琦 | 山本             | 日本巡查，被廖添丁拉下懸崖身亡。 | 第19集～第21集 第22集                              |
| 李波   | 後藤新平         | 日本行政長官。 | 第21集～第22集                                     |
| 況明潔 | 陽子公主         | 石坂親王之女，生母為鳳英。性格活潑調皮，未婚夫為豐田殿下。最終隱姓埋名與生母在龍山寺旁開店賣燒肉粽。 | 第22集～第28集                                     |
| 霍正奇 | 豐田殿下         | 陽子的未婚夫，自傲、城府極深，最終害人害己。 | 第22集～第28集                                     |
| 李玉芬 | 阿雪             | 原是鳳英的婢女，後入日本皇宮照顧陽子。最後遭豐田逼迫跳下城樓身亡。 | 第22集～第27集                                     |
| 沈時華 | 何鳳英           | 陽子的親生母親，與石坂親王曾有一段情。 | 第22集～第28集                                     |
| 龐祥麟 | 石坂親王         | 日本皇族，年輕時曾與鳳英有過一段情，兩人育有一女。 | 第24集～第28集                                     |
| 簡家瑋 |                  | 圍觀民眾。 | 第27集                                             |
| 紀來和 | 張肉丸           | 廖添丁的換帖兄弟，為救廖添丁而身亡。 | 第28集～第29集 第30集、第32集                      |
| 兵欣蓉 | 秀玉             | 肉丸的女兒，最後廖添丁交給秋月照顧。 | 第28集～第34集                                     |
| 武雄   | 阿福             | 肉丸的僕人，被日本警察射殺。 | 第28集～第29集                                     |
| 陳美鳳 | 秋月（邱林美月） | 抗日份子邱俊雄之妻，為完成先夫遺願找尋玉蘭花，要將藏於玉觀音裡面的藏寶地圖交給玉蘭花。 | 第29集～第34集                                     |
| 謝昇諭 | 阿明             | 秋月的兒子，認廖添丁當義父。 | 第29集～第34集                                     |
| 吳佳珊 | 金花             | 肉丸的表妹，金川的姊姊，貪財勢利，家中開麵店。肉丸將女兒秀玉託給她扶養，知道肉丸死後便常虐待秀玉。 | 第28集～第34集                                     |
| 柯叔元 | 金川             | 巡查。金花的弟弟。喜歡秋月。後來轉向幫助秋月和廖添丁脫逃，為了引出小金督察派來的槍手而遭槍殺，臨死前脫下日本制服得到秋月的尊重。 | 第29集～第34集                                     |
| 李冠廷 |                  | 日本軍部第一槍手，最終被廖添丁所殺。 | 第34集 第55集、第71集                              |
| 楊貴媚 | 林鳳             | 台灣人，總督府官員，因女兒遭到小金督察軟禁，被迫當雙面人，最終退出江湖隱姓埋名陪伴女兒長大。 | 第35集～第39集                                     |
| 黃建群 | 加藤幸之         | 林鳳的舊情人，與其生了一女。竊取日本國庫的鈔票版模，最後被廖添丁奪走性命。 | 第36集～第37集 第39集                              |
| 廖瑋玟 | 阿芬             | 林鳳的女兒，5歲。 | 第37集～第39集                                     |
| 施孝榮 | 鈴木             | 日本巡查，失憶後愛上曾滿選擇離職。與曾滿結婚前夕被林鳳暗殺。 | 第34集～第38集 第39集                              |
| 萬鴻貴 |                  | 豬肉販。 | 第34集～第35集                                     |
| 唐川   |                  | 順記米行老闆。 | 第35集                                             |
| 四方   | 阿義             | 順記米行員工。 | 第35集                                             |
| 簡家瑋 |                  | 買米的客人。貧民區百姓。 | 第35集                                             |
| 莊博欽 | 陳清河           | 抗日份子，大稻埕地區召集人。後被林鳳射殺。 | 第37集～第38集                                     |
| 趙永馨 | 陳月裡           | 從澎湖來台南找丈夫，身懷六甲，流浪至艋舺，偷吃錢四腳家的剩飯被誤認為女飛賊，抓進警察廳，卻因此遇見志明。後替志明生下一子天賜。 | 第40集～第46集                                     |
| 楊慶煌 | 李志明/本田      | 原是月裡的丈夫，來台後入贅小金家，對花子百依百順。謊稱月裡是大嫂，求得花子出手相救，居住在同一屋簷下，最終為了救月裡以肉身擋下花子的槍擊身亡。 | 第40集～第46集                                     |
| 李蕙瑛 | 小金花子         | 小金土三郎的妹妹，春風樓老闆娘，收留志明與其結婚，算是志明與月裡的第三者，也身懷六甲，發現志明與月裡是夫妻時，拉扯間孩子流產導致終身不孕，抓月裡之子當自己兒子，最終死於錢四腳手裡。 | 第40集～第46集                                     |
| 楊少文 | 錢四腳           | 艋舺的大地主，一個銅板打二十四結、為富不仁的奸商，與小金土三郎勾結販賣人口，深怕玉蘭花找麻煩把自己關在監牢，最後財產被充公而發瘋要殺小金土三郎而誤殺小金花子，卻也被小金花子以花瓶打死。 | 第40集～第46集                                     |
| 高明偉 | 畚箕             | 艋舺佃農，收留月裡的好人，因受廖添丁恩惠及不滿日本人而與廖添丁、麵龜同一陣線，亦與其二人一同變裝營救失蹤女子。 | 第40集～第46集                                     |
| 香香   | 罔市             | 畚箕的鄰居，阿秀的母親。 | 第40集～第42集 第44集                              |
| 林芷薇 | 阿秀             | 遭錢四腳抓走囚禁在小金花子的春風樓地下室，準備被賣去日本當藝旦。最終獲救。 | 第42集～第45集                                     |
| 簡家瑋 |                  | 小金土三郎的手下。 | 第43集～第46集                                     |
| 朱國宏 | 木村             | 來台灣驗貨的日本人。 | 第45集～第46集                                     |
|        | 佐藤             | 來台灣驗貨的日本人。 | 第45集～第46集                                     |
|        | 鬼塚             | 台北警察廳廳長。 | 第46集                                             |
| 陳仙梅 | 寶玉             | 廖添丁昔日歌仔戲班的師妹。母親嗜賭，以50元將她賣給水雞當下人。後來廖添丁向美女贖回，與連枝成親。但好景不常，水雞用賣身契強硬帶回並脅迫寶玉下嫁，寶玉不願嫁給水雞上吊未遂，其母剁指相逼而勉強答應。水雞死後繼承其財產成女頭家，再嫁給連枝。                                                                    | 第47集～第54集                                     |
| 小亮哥 | 連枝             | 連枝豆腐店店主，綽號豆腐枝，性格憨厚，常被當地流氓欺負，之後被陷害是殺死水雞的兇手，幸而廖添丁買通鈴木，死裡逃生，最終娶寶玉為妻。 | 第47集～第54集                                     |
| 小鳳仙 | 罔腰             | 寶玉的母親，貪錢好賭，數次賣掉寶玉當賭本，為勸女兒嫁給彭水雞自剁小尾指，欠賭債又被周萬富剁一指，剩八指。在玉蘭花的嚴厲叮囑下戒賭。 | 第47集～第54集                                     |
| 劉福助 | 彭水雞           | 大財主，周萬富結拜大哥，想娶寶玉當姨太太，結婚當晚喝酒後中風，得知美女與萬富的姦情後，將財產藏於盒子裡交給寶玉，最終被害死。 | 第47集～第52集                                     |
| 郭靜純 | 美女             | 彭水雞元配，雞腸鳥肚的個性，刻薄下人，跟周萬富偷情，整日想取得水雞的財產，曾對水雞下毒，最終遭萬富拋棄發瘋。 | 第47集～第54集                                     |
| 黃仲崑 | 周萬富           | 彭水雞的結拜弟弟，流氓老大，經營賭場，四處收保護費，與鈴木違法做鴉片生意。誤殺水雞，和美女共謀把罪推給連枝。廖添丁在萬富的額頭上刻下丁字，將他抓進警察廳。 | 第47集～第54集                                     |
| 羅思琦 | 鈴木             | 日本巡查，貪污收賄，走私鴉片，額頭也被廖添丁刻丁字，送進警察廳。 | 第47集、第49集 第51集～第54集                      |
| 張文進 | 豬肉塗           | 常與罔腰賭博，曾拿刀追殺罔腰討債。 | 第47集～第49集                                     |
| 曹華興 |                  | 周萬富賭場的荷官。 | 第47集 第50集～第51集                              |
| 簡家瑋 |                  | 排隊買豆腐的客人。鄉親。賭客。抓連枝的日本警察。 | 第47集～第49集 第51集～第52集                      |
| 施翠華 | 阿珠             | 彭家的前任傭人。偷美女的錢被抓進派出所。 | 第47集                                             |
|        | 阿菊             | 彭家的傭人。 | 第49集～第50集 第52集～第54集                      |
| 梅芳   | 姜吳秋花         | 新竹當地望族的當家，張新發的姊姊。著急姜家無後，於是招劉香妹來當「等郎妹」。之後因張新發的陷害，導致姜家被佐佐木武藏霸佔，淪為下人。最終在廖添丁的大力幫助下要回姜家產業。 | 第55集～第75集                                     |
| 雷洪   | 張新發           | 姜老太太的弟弟，靠姊姊幫忙當上新竹保正大人。自私自利、欺善怕惡、趨炎附勢，覬覦劉香妹的美色，常騷擾她。對日本人極盡諂媚之能事，即便卑躬屈膝拋親棄友也在所不惜，不時大聲高喊「天皇陛下~萬歲~」取悅佐佐木武藏。曾擔任抓廖專案特別小組山口組的副組長，最終被麵龜吊起來遭鄉親痛打而變成一個瘋子。                  | 第55集～第75集                                     |
| 霍正奇 | 姜志遠           | 姜老太太之子，是一名醫生，空手道、劍道、柔道各七段，對台灣懷有滿腔熱血，與廖添丁成為摯友。山口在其醫務所的地下室搜出台灣民主國旗幟被押走，後來廖添丁抓山口換回。最終行刺槍殺佐佐木武藏失敗傷重逝世。 | 第55集～第60集 第62集～第68集 第70集～第74集       |
| 蔡佳宏 | 明珠             | 姜志遠之妻，因結婚八年還無子嗣常被老太太嫌棄，便經常刁難香妹。 | 第55集～第75集                                     |
| 陸元琪 | 劉香妹           | 17歲，家住竹東，麵龜的表妹，為醫母親的病收聘金到姜家成孫媳婦，帶著一隻公雞，成為「等郎妹」。曾被認為是廖添丁的同黨遭到通緝。與佐佐木武藏已過世的女兒容貌相似，被佐佐木武藏收養為義女，並取名幸子。最後，由姜老太太作主，卸下等郎妹的身份，與麵龜送作堆。                                                      | 第55集～第75集                                     |
| 藍一萍 |                  | 劉香妹的母親，後來辭世。 | 第55集                                             |
| 李東龍 | 阿河             | 姜家的傭人。 | 第55集～第75集                                     |
| 盧靚   | 阿春             | 姜家的傭人。 | 第55集～第65集 第67集～第75集                      |
|        | 本田廳長         | 新竹警察廳廳長。在天鳳宮槍戰中被廖添丁擲斧頭劈死。 | 第55集、第63集                                     |
| 王豪   | 山口             | 日本軍部的神槍手， 神槍特攻隊隊長，為替遭廖添丁殺死的特攻隊員來台復仇，曾讓廖添丁重傷，後反被廖添丁所擒，因欣賞廖添丁的膽識與智慧極力想說服其為大日本帝國效勞。本田廳長陣亡後擔任新竹警察廳代理廳長，和張新發不合，之後降為新竹警察廳警衛隊隊長。最終在與廖添丁的決鬥中落敗，答應廖添丁好好活著並善待台灣人。 | 第55集～第75集                                     |
| 林義芳 | 佐佐木武藏       | 總督府特派員，大師級忍者，頭腦冷靜，功夫高強，外號「剝皮一郎」。有潔癖，殺人時會戴白手套。曾經是山口的老師，之後成為新竹警察廳廳長，最後由廖添丁殺死終結其生命。 | 第65集～第74集                                     |
| 任曉玲 | 阿彩             | 媒婆。介紹劉香妹給姜老太太。 | 第55集                                             |
| 左成志 | 畚箕             | 食堂老闆。張新發偷走劉香妹的公雞，寄放在食堂。 | 第58集                                             |
| 劉明仁 |                  | 攤販。姜志遠恰巧撞見廖添丁和麵龜毆打他，產生誤會。 | 第72集                                             |
| 陳美鳳 | 阿撿             | 與表哥陳虎鏢是青梅竹馬，年輕時是美人，陳虎鏢和王萬年皆曾喜歡她。育有兩子金樹和銀樹，但都對她不好，廖添丁看到後數度伸出援手，又喬裝成阿撿已逝丈夫阿義的義子說要報恩給與5000元，使得他們為此爭相照顧她。她做的醬菜好吃，令人讚不絕口，成就一門生意。                                                            | 第75集～第81集                                     |
| 林誠   | 王金樹           | 阿撿的大兒子，貪圖錢財而入贅王家，最後還不起賭債，被阿順殺死。 | 第75集～第81集                                     |
| 蘇意菁 | 王桂花           | 金樹妻子。王萬年的女兒。 | 第75集～第81集                                     |
| 廖瑋玟 | 王寶珠           | 金樹與桂花之女。 | 第75集～第81集                                     |
| 高明偉 | 陳銀樹           | 阿撿的二兒子，家裡開打鐵舖，最終知錯改過，孝順阿撿。 | 第75集～第81集                                     |
| 高欣欣 | 春綢             | 銀樹妻子，靠著阿撿傳授的祕訣做醬菜生意。 | 第75集～第81集                                     |
| 何建賢 | 阿傑             | 銀樹與春綢之子。 | 第75集～第81集                                     |
| 黃龍   | 王萬年           | 溪頭村的大戶人家，亦是村長。曾經與阿撿丈夫阿義合資做生意，之後卻把阿義推下船，獨吞錢財，最後被廖添丁揭發遭到逮捕，歸還家產。 | 第75集～第76集 第80集～第81集                      |
| 謝一良 | 黑木             | 巡查。王萬年用錢幫助黑木當上巡查且每年給黑木100元，20年來守口如瓶著王萬年殺人的祕密，廖添丁使計讓黑木巡查指認王萬年的惡行。 | 第75集～第76集 第80集～第81集                      |
| 任曉玲 |                  | 廠長夫人，和阿撿家合作醬菜生意。 | 第80集～第81集                                     |
| 李冠庭 | 阿順             | 向金樹討債，將他殺害。 | 第81集                                             |

## 工作人員
- 製作人：徐進良
- 導演：徐進良、陳啟駿、梁修身
- 副導演：蔡郁玲
- 場記：劉玲均
- 攝影師：華盼明
- 燈光師：曹俊靜

## 主題曲
| 曲別     | 歌名           | 演唱         | 作詞   | 作曲   |
| 片頭曲一 | 月亮啊！聽我講 | 江蕙& 熊天益 | 熊天益 | 熊天益 |
| 片頭曲二 | 蝴蝶夢飛       | 音樂家庭     |        |        |
| 片尾曲一 | 怎樣會堪       | 江蕙         | 李克明 | 徐嘉良 |
| 片尾曲二 | 手下留情       | 孫淑媚       | 白進法 | 陳泰山 |

## 外部連結
- 台視影音－《台灣廖添丁》 （页面存档备份，存于）（繁體中文）
- 豆瓣电影上《台灣廖添丁》的資料 （简体中文）

## 作品的變遷
| 台視 週一至週五 20:00～21:00    | 台視 週一至週五 20:00～21:00        | 台視 週一至週五 20:00～21:00 |
| ------------------------------- | ----------------------------------- | ---------------------------- |
|                                 | 台灣廖添丁 （1999.3.8 - 1999.6.28） |                              |
| 燕雙飛 （1999.1.12 - 1999.3.8） | 雨中鳥 （1999.6.28 - 1999.8.23）    |                              |